# La Souterraine
La Souterraine là một xã và là thủ phủ của tổng La Souterraine thuộc tỉnh Creuse trong vùng Nouvelle-Aquitaine miền trung nước Pháp.

## Dân số
| 1962                                                    | 1968 | 1975 | 1982 | 1990 | 1999 | 2006 |
| ------------------------------------------------------- | ---- | ---- | ---- | ---- | ---- | ---- |
| 4718                                                    | 5104 | 5302 | 5690 | 5490 | 5320 | 5273 |
| Census count starting from 1962 Dân số không tính trùng |      |      |      |      |      |      |